# Ridderstorm
Ridderstorm var en svensk adelsätt.

## Historik
Ättens stamfader var prästen Laurentius Olavi Bergius (1644-1670) föddes 1644 i Kärr i Öglunda socken. Han blev först komminister, sedan 1668 kyrkoherde i Björsäters pastorat i Skara stift. Hans son Jonas Björner (död 1698) föddes i Björsäters socken, varav han först tog namnet Björberg, då han blev ryttare vid Västgöta kavalleriregemente 1674. Han blev kaptenlöjtnant 1689. Jonas Björner adlades 1690-06-12 av Karl XI till Ridderstam (introd. 1693 under nr 1208). Han gifte sig 1692 med Johanna Helgonia. Han avled 1698 och begravdes i Mariestads kyrka, där hans vapen uppsattes. Han fick två söner och en dotter. Sonen Carl avled 1711 av kvarnhjulet dödad av kvarnhjulet i Lugnås kvarn i Björsäters socken. Den äldste sonen Hans Mauritz (1694-1764) blev kornett, han gifte sig 1726 med Märta Catharina Svenske och fick nio barn.
Hans Mauritz Ridderstorms sonson Carl Mauritz, föddes 1796 i Nyland i Finland. Han gick i rysk tjänst och blev löjtnant 1828. Under samma år deltog han i Turkiska fälttåget och visade en stor tapperhet. Han avled barnlös 1838 i Helsingfors efter ett oläkt sår från fälttåget, och slöt därmed sin ätt.